# Jorge Negrete (canción)
Jorge Negrete es una canción mexicana del género ranchero y mariachi compuesta en 1948 por el escritor mexicano Enrique Crespo a petición de Pedro Infante, quien la grabó el 5 de agosto de ese mismo año, siendo escuchada por el propio Jorge Negrete en una gira por España.

## Origen
El corrido es un homenaje de Pedro Infante al charro cantor Jorge Negrete, quien abrió las puertas de los escenarios internacionales a la música y cine nacional.